# Elbeuf

Elbeuf este o comună în departamentul Seine-Maritime din Franța. În 1 ianuarie 2022 avea o populație de 15.774 de locuitori.